# Ксенос, Александрос
Алекса́ндрос Ксе́нос (греч. Αλέξανδρος Ξένος, или Але́кос Ксе́нос греч. Αλέκος Ξένος; 2 мая 1912, Закинф, Греция — 1995, Афины, Греция) — греческий композитор.

## Биография
В 1940 году окончил Афинскую консерваторию по классу тромбона. Участник Движения Сопротивления. Написал песни: «Вперёд», «Орлята», «Гимн молодежи» и другие; занимался обработками народных песен. Член Коммунистической партии Греции.

## Сочинения
- симфония № 1 (1945)
- симфоническая поэма «Новые сулиоты» (1941)
- симфоническая поэма «Дигенис не умер!» (1956)
- симфоническая поэма «Спартак» (1963)
- симфоническая поэма «Кипр — наша Эллада» (1966)
- увертюра «Свобода»
- кантаты

## Награды
- 1949 — премия II Всемирного фестиваля молодёжи и студентов в Бухаресте за кантату «Сопротивление» и за массовые песни.